# تمعدن (جيولوجيا)

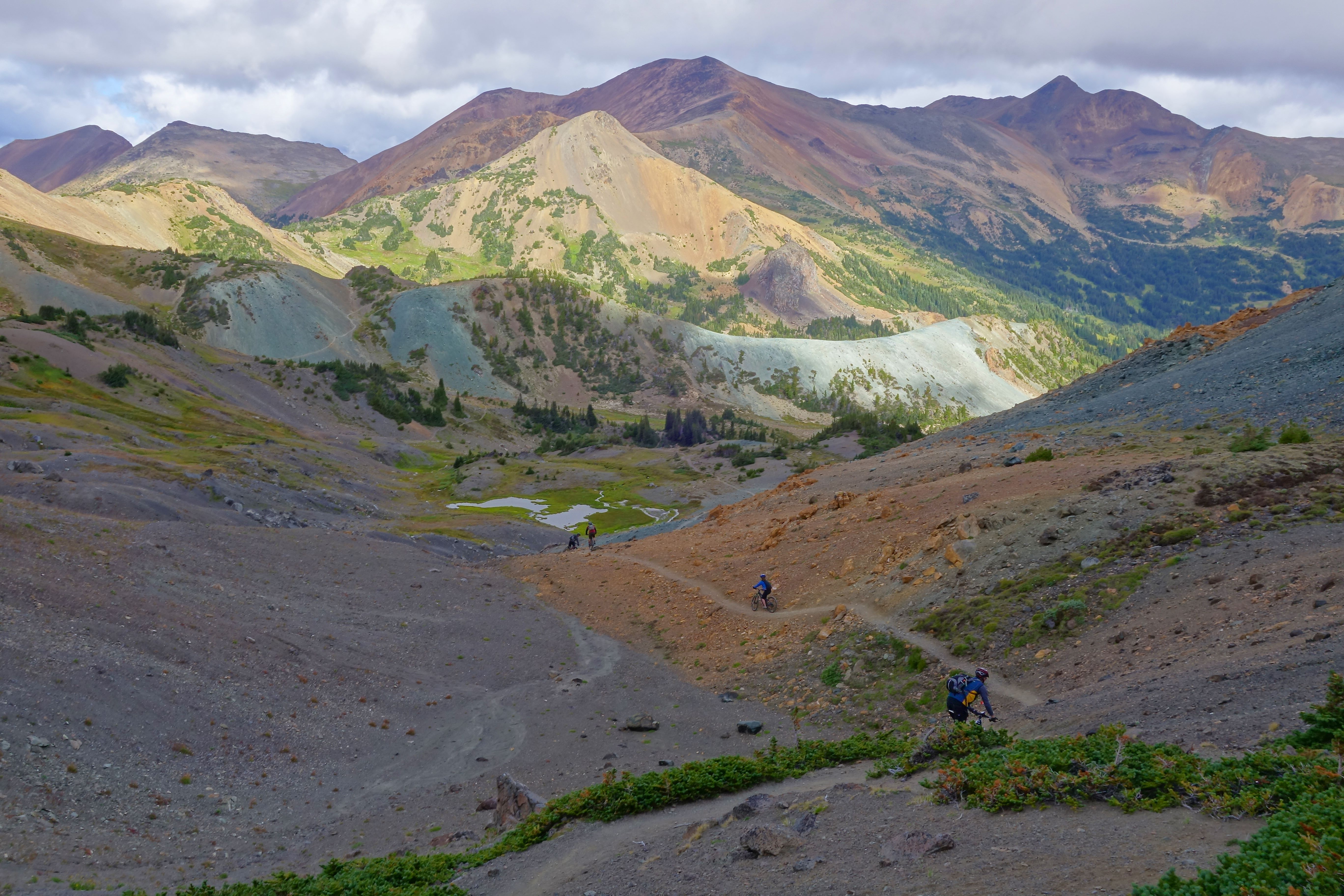

في الجيولوجيا، التمعدن (بالإنجليزية: Mineralization)‏، ترسب المعادن ذات الأهمية الاقتصادية في شكل هيئات خام من خلال عمليات مختلفة. أجريت أولى الدراسات العلمية لهذه العملية في مقاطعة كورنوال الإنجليزية من قبل ج.و. هينوود.
ويمكن أن يشير المصطلح أيضاً إلى العملية التي تستخدم فيها المعادن التي تنقلها المياه، مثل كربونات الكالسيوم (كالسيت)، أكسيد الحديد (الهيماتيت أو الليمونيت) أو السيليكا (الكوارتز)، محل المواد العضوية داخل جسم الكائن الحي الذي مات، ودفنته الرواسب.
وقد يشير أيضاً إلى الناتج عن عملية ترسيب المعادن. فعلى سبيل المثال، قد يؤدي التمعدن (العملية) إلى إدخال المعادن (مثل الحديد) إلى الصخور.